# Kamer van volksvertegenwoordigers (samenstelling 1864-1868)
De 11e legislatuur van de Belgische Kamer van volksvertegenwoordigers liep van 23 augustus 1864 tot 15 mei 1868.
Tijdens deze legislatuur waren achtereenvolgens de regering-Rogier II (9 november 1857 tot 21 december 1867) en de regering-Frère-Orban I (3 januari 1868 tot 16 juni 1870) in functie. Dit waren beiden liberale meerderheden.

## Verkiezingen
Deze legislatuur volgde uit de verkiezingen van 11 augustus 1864. Bij deze verkiezingen werden alle 116 parlementsleden in alle kieskringen verkozen.
Op 12 juni 1866 vonden tussentijdse verkiezingen plaats, waarbij het aantal parlementsleden steeg naar 124 leden. 67 van de 124 parlementsleden werden hierbij verkozen. Dit was het geval in de kieskringen Gent, Eeklo, Sint-Niklaas, Dendermonde, Aalst, Oudenaarde, Charleroi, Bergen, Doornik, Thuin, Aat, Zinnik, Luik, Hoei, Verviers, Borgworm, Hasselt, Tongeren, Maaseik, Antwerpen, Brussel, Leuven en Philippeville.
Het nationale kiesstelsel was in die periode gebaseerd op cijnskiesrecht, volgens een systeem van een meerderheidsstelsel, gecombineerd met een districtenstelsel. Iedere Belg die ouder dan 25 jaar was en een bepaalde hoeveelheid cijns betaalde, kreeg stemrecht. Hierdoor was er een beperkt kiezerskorps. 

## Zittingen
In de 11e zittingsperiode (1864-1868) vonden zes zittingen plaats. Van rechtswege kwamen de Kamers ieder jaar bijeen op de tweede dinsdag van november.
| Zitting               | Opening          | Sluiting         |
| --------------------- | ---------------- | ---------------- |
| buitengewone zitting  | 23 augustus 1864 | 9 september 1864 |
| 2de zitting 1864-1865 | 8 november 1864  | 11 augustus 1865 |
| 3de zitting 1865-1866 | 14 november 1865 | 26 mei 1866      |
| 4de zitting 1866-1867 | 13 november 1866 | 25 mei 1867      |
| buitengewone zitting  | 19 augustus 1867 | 20 augustus 1867 |
| 6de zitting 1867-1868 | 22 oktober 1867  | 29 mei 1868      |

Tijdens deze legislatuur overleed koning Leopold I. De Verenigde Kamers namen op 17 december 1865 de eed af van zijn opvolger Leopold II.
De parlementaire zitting 1866-1867 werd op dinsdag 13 november 1866 geopend met een toespraak van de Koning voor Verenigde Kamers.

## Samenstelling
| Begin legislatuur (1864) | Begin legislatuur (1864) | Begin legislatuur (1864) | Einde legislatuur (1868) | Einde legislatuur (1868) | Einde legislatuur (1868) |
| Fractie                  | Fractie                  | Zetels                   | Fractie                  | Fractie                  | Zetels                   |
| ------------------------ | ------------------------ | ------------------------ | ------------------------ | ------------------------ | ------------------------ |
|                          | Liberalen                | 64                       |                          | Liberalen                | 72                       |
|                          | Katholieken              | 52                       |                          | Katholieken              | 52                       |

Wijzigingen in fractiesamenstelling:
- Bij de tussentijdse verkiezingen van 1866 wordt het zetelaantal in de Kamer uitgebreid van 116 naar 124. Van de acht extra zetels gaan er zes naar de liberalen en twee naar de katholieken. Tegelijkertijd verliezen de katholieken twee zetels ten gunste van de liberalen.

## Lijst van de volksvertegenwoordigers
| Volksvertegenwoordiger                | Partij    | Kieskring     | Opmerkingen |
| ------------------------------------- | --------- | ------------- | --- |
| Louis Gerrits                         | Katholiek | Antwerpen     | Zetelt vanaf 14 november 1866. |
| Edward Coremans                       | Katholiek | Antwerpen     | Vervangt vanaf 26 maart 1868 de overleden Adolphe du Bois d'Aische.                                                                     |
| Victor Jacobs                         | Katholiek | Antwerpen     | |
| Edouard Haÿez                         | Katholiek | Antwerpen     | |
| Jan De Laet                           | Katholiek | Antwerpen     | |
| Charles-François d'Hane de Steenhuyse | Katholiek | Antwerpen     | |
| Ludovic-Marie d'Ursel                 | Katholiek | Mechelen      | |
| Jean Notelteirs                       | Katholiek | Mechelen      | |
| Eugène de Kerckhove                   | Katholiek | Mechelen      | Vervangt vanaf 1 maart 1867 de overleden Félix van den Branden de Reeth.                                                                |
| Alphonse Nothomb                      | Katholiek | Turnhout      | |
| Jean-Baptiste Coomans                 | Katholiek | Turnhout      | |
| Eugène de Zerezo de Téjada            | Katholiek | Turnhout      | Vervangt vanaf 19 augustus 1867 Charles de Merode-Westerloo, die lid wordt van de Belgische Senaat.                                     |
| Pierre Van Humbeeck                   | Liberaal  | Brussel       | Secretaris. |
| Jules Guillery                        | Liberaal  | Brussel       | |
| Auguste Orts                          | Liberaal  | Brussel       | |
| Louis Hymans                          | Liberaal  | Brussel       | |
| Jean-François Vleminckx               | Liberaal  | Brussel       | |
| Jules Anspach                         | Liberaal  | Brussel       | Zetelt vanaf 14 november 1866. |
| Joseph Watteeu                        | Liberaal  | Brussel       | Vervangt vanaf 14 februari 1867 de overleden Louis Goblet d'Alviella.                                                                   |
| François Broustin                     | Liberaal  | Brussel       | Zetelt vanaf 14 november 1866. |
| Charles De Rongé                      | Liberaal  | Brussel       | |
| Alexandre Jamar                       | Liberaal  | Brussel       | |
| Auguste Couvreur                      | Liberaal  | Brussel       | |
| Louis Defré                           | Liberaal  | Brussel       | |
| Ghislain Funck                        | Liberaal  | Brussel       | |
| Edouard Wouters                       | Katholiek | Leuven        | Zetelt vanaf 14 november 1866. |
| Charles Delcour                       | Katholiek | Leuven        | |
| François Schollaert                   | Katholiek | Leuven        | |
| Louis Landeloos                       | Katholiek | Leuven        | |
| Joseph-Adrien Beeckman                | Katholiek | Leuven        | |
| Charles Snoy                          | Katholiek | Nijvel        | |
| Adolphe Le Hardy de Beaulieu          | Liberaal  | Nijvel        | |
| Guillaume Nélis                       | Liberaal  | Nijvel        | |
| François Mascart                      | Liberaal  | Nijvel        | |
| Auguste Valckenaere                   | Liberaal  | Brugge        | |
| Louis Van Nieuwenhuyse                | Liberaal  | Brugge        | |
| Adolphe de Vrière                     | Liberaal  | Brugge        | |
| Désiré de Haerne                      | Katholiek | Kortrijk      | |
| Pierre Tack                           | Katholiek | Kortrijk      | |
| Auguste Reynaert                      | Katholiek | Kortrijk      | Secretaris vanaf 23 oktober 1867. |
| Jean-Ignace Van Iseghem               | Liberaal  | Oostende      | |
| Charles de Coninck de Merckem         | Katholiek | Diksmuide     | |
| Jules Desmedt                         | Katholiek | Veurne        | |
| Gustave de Mûelenaere                 | Katholiek | Tielt         | |
| Philippe Le Bailly de Tilleghem       | Katholiek | Tielt         | |
| Barthélémy Dumortier                  | Katholiek | Roeselare     | |
| Alexander Rodenbach                   | Katholiek | Roeselare     | |
| Charles-Louis Van Renynghe            | Katholiek | Ieper         | |
| Léon de Florisone                     | Liberaal  | Ieper         | Secretaris. |
| Alphonse Vandenpeereboom              | Liberaal  | Ieper         | |
| Jean De Naeyer                        | Katholiek | Aalst         | |
| Victor Van Wambeke                    | Katholiek | Aalst         | |
| Albert Liénart                        | Katholiek | Aalst         | Vervangt vanaf 14 november 1866 Mathieu de Ruddere de te Lokeren, die bij de tussentijdse verkiezingen niet meer opkwam.                |
| Léon Victor Jean Thienpont            | Katholiek | Oudenaarde    | Secretaris tot 23 oktober 1867. |
| Théodore Van der Donckt               | Katholiek | Oudenaarde    | |
| Yves Magherman                        | Katholiek | Oudenaarde    | |
| Ernest Vandenpeereboom                | Liberaal  | Gent          | Parlementsvoorzitter tot 23 oktober 1867.                                                                                               |
| Jules Vander Stichelen                | Liberaal  | Gent          | |
| François d'Elhoungne                  | Liberaal  | Gent          | Vervangt vanaf 15 november 1866 Camille Joseph De Bast, die bij de tussentijdse verkiezingen niet meer opkwam.                          |
| Charles de Kerchove de Denterghem     | Liberaal  | Gent          | |
| Auguste Lippens                       | Liberaal  | Gent          | |
| Edouard Jaequemyns                    | Liberaal  | Gent          | |
| August de Maere                       | Liberaal  | Gent          | Vervangt vanaf 15 november 1866 Pierre de Baets (Katholiek), die bij de tussentijdse verkiezingen niet herkozen raakte.                 |
| Joseph Kervyn de Lettenhove           | Katholiek | Eeklo         | |
| Theodoor Janssens                     | Katholiek | Sint-Niklaas  | |
| Stanislas Verwilghen                  | Katholiek | Sint-Niklaas  | |
| Isidore Van Overloop                  | Katholiek | Sint-Niklaas  | |
| Constantin Van Cromphaut              | Katholiek | Dendermonde   | Vervangt vanaf 14 november 1866 Pierre de Decker, die bij de tussentijdse verkiezingen niet meer opkwam.                                |
| Charles Vermeire                      | Katholiek | Dendermonde   | |
| François van den Broucke de Terbecq   | Katholiek | Dendermonde   | |
| Eudore Pirmez                         | Liberaal  | Charleroi     | |
| Barthel Dewandre                      | Liberaal  | Charleroi     | |
| Charles-Louis Lebeau                  | Liberaal  | Charleroi     | |
| Dominique Jonet                       | Liberaal  | Charleroi     | Zetelt vanaf 15 november 1866. |
| Gustave Sabatier                      | Liberaal  | Charleroi     | |
| Hippolyte Lange                       | Liberaal  | Bergen        | |
| Henri de Brouckère                    | Liberaal  | Bergen        | |
| Hubert Dolez                          | Liberaal  | Bergen        | Parlementsvoorzitter vanaf 23 oktober 1867.                                                                                             |
| Alfred Dethuin                        | Liberaal  | Bergen        | Vervangt vanaf 14 november 1866 de overleden Emile Laubry.                                                                              |
| Charles Carlier                       | Liberaal  | Bergen        | |
| Joseph Jouret                         | Liberaal  | Zinnik        | |
| Henri Ansiau                          | Liberaal  | Zinnik        | |
| Adrien Bruneau                        | Liberaal  | Zinnik        | Vervangt vanaf 14 november 1866 Benoît Devroede, die bij de tussentijdse verkiezingen niet meer opkwam.                                 |
| Jules Bara                            | Liberaal  | Doornik       | |
| Charles Rogier                        | Liberaal  | Doornik       | |
| Louis Crombez                         | Liberaal  | Doornik       | Ondervoorzitter. |
| Henri Julien Allard                   | Liberaal  | Doornik       | Quaestor. |
| Joseph Jules Descamps                 | Liberaal  | Aat           | Vervangt vanaf 14 november 1866 Martin Jouret, die bij de tussentijdse verkiezingen niet meer opkwam.                                   |
| Henri Bricoult                        | Liberaal  | Aat           | |
| Jean-Baptiste T'Serstevens            | Liberaal  | Thuin         | |
| Arthur Warocqué                       | Liberaal  | Thuin         | |
| Gustave Hagemans                      | Liberaal  | Thuin         | Zetelt vanaf 14 november 1866. |
| Ferdinand de Macar                    | Liberaal  | Hoei          | |
| Edouard Preud'homme                   | Liberaal  | Hoei          | Vervangt vanaf 14 november 1866 de overleden Jules Giroul.                                                                              |
| Emile De Lexhy                        | Liberaal  | Borgworm      | Vervangt vanaf 14 november 1866 François de Borchgrave d'Altena (Katholiek), die bij de tussentijdse verkiezingen niet herkozen raakte. |
| Walthère Frère-Orban                  | Liberaal  | Luik          | |
| Dieudonné Mouton                      | Liberaal  | Luik          | |
| Charles Lesoinne                      | Liberaal  | Luik          | |
| Fernand de Rossius                    | Liberaal  | Luik          | Zetelt vanaf 14 november 1866. |
| Emile Dupont                          | Liberaal  | Luik          | |
| Clément Müller                        | Liberaal  | Luik          | |
| Jacques Nicolas Elias                 | Liberaal  | Luik          | |
| Frédéric Braconier                    | Liberaal  | Luik          | |
| Servais Van der Maesen                | Liberaal  | Verviers      | Vervangt vanaf 14 november 1866 Pierre Grosfils-Gérard, die bij de tussentijdse verkiezingen niet meer opkwam.                          |
| Gérard Moreau                         | Liberaal  | Verviers      | Ondervoorzitter. |
| Victor David                          | Liberaal  | Verviers      | |
| Barthélémy de Theux de Meylandt       | Katholiek | Hasselt       | |
| Joseph Thonissen                      | Katholiek | Hasselt       | |
| Charles Vilain XIIII                  | Katholiek | Maaseik       | |
| Gustave de Woelmont                   | Katholiek | Tongeren      | Vervangt vanaf 8 november 1864 de overleden Guillaume Herman de Borchgrave d'Altena.                                                    |
| Louis Julliot                         | Katholiek | Tongeren      | |
| Emile Van Hoorde                      | Katholiek | Bastenaken    | |
| Victor Tesch                          | Liberaal  | Aarlen        | |
| Léon Orban                            | Liberaal  | Marche        | |
| Edouard De Moor                       | Liberaal  | Neufchâteau   | Secretaris. |
| Philippe Bouvier                      | Liberaal  | Virton        | |
| Georges de Baillet Latour             | Liberaal  | Philippeville | Quaestor. |
| Edouard Lambert                       | Liberaal  | Philippeville | Zetelt vanaf 15 november 1866. |
| Xavier Victor Thibaut                 | Katholiek | Dinant        | |
| Hadelin de Liedekerke Beaufort        | Katholiek | Dinant        | |
| Xavier Lelièvre                       | Liberaal  | Namen         | |
| François Moncheur                     | Katholiek | Namen         | |
| Auguste Royer de Behr                 | Katholiek | Namen         | |
| Armand Wasseige                       | Katholiek | Namen         | |